# Liste der Kulturgüter in Clos du Doubs
Die Liste der Kulturgüter in Clos du Doubs enthält alle Objekte in der Gemeinde Clos du Doubs im Kanton Jura, die gemäss der Haager Konvention zum Schutz von Kulturgut bei bewaffneten Konflikten, dem Bundesgesetz vom 20. Juni 2014 über den Schutz der Kulturgüter bei bewaffneten Konflikten sowie der Verordnung vom 29. Oktober 2014 über den Schutz der Kulturgüter bei bewaffneten Konflikten unter Schutz stehen.
Objekte der Kategorien A und B sind vollständig in der Liste enthalten, Objekte der Kategorie C fehlen zurzeit (Stand: 1. Januar 2023).

## Kulturgüter
| Foto |                                                                                                | Objekt | Kat. | Typ | Standort                                                         | Beschreibung                                                                             |
| ---- | ---------------------------------------------------------------------------------------------- | --- | ---- | --- | ---------------------------------------------------------------- | ---------------------------------------------------------------------------------------- |
| ja   | Datei hochladen · Wikidata zu Schloss Montvoie (Q6906665)                                      | Montvoie, mittelalterliche Burgruine / Montvoie, ruines du château médiéval KGS-Nr.: 03557                               | A    | G   | Ocourt, Valbert 571156 / 246184                                  |                                                                                          |
| ja   | Datei hochladen · Wikidata zu Kollegium, Kloster und ehemalige Kirche Saint-Pierre (Q29521774) | Kollegium, Kreuzgang und ehemalige Kirche Saint-Pierre / Collégiale, cloître et ancienne église St-Pierre KGS-Nr.: 03607 | A    | G   | Saint-Ursanne, Rue du 23-Juin 92 578461 / 246030                 |                                                                                          |
| ja   | Datei hochladen · Wikidata zu Doubsbrücke (Q14764153)                                          | Doubs-Brücke / Pont sur le Doubs KGS-Nr.: 03614                                                                          | A    | G   | Saint-Ursanne, Rue de 3 Février 578557 / 245948                  |                                                                                          |
| ja   | Datei hochladen · Wikidata zu Festungsanlagen Saint-Ursanne (Q29521793)                        | Festungsanlagen / Fortifications KGS-Nr.: 03618                                                                          | A    | G   | Saint-Ursanne 578536 / 245967                                    | Umfasst Stadtmauer, Porte Saint-Paul, Porte Saint-Pierre, Porte Saint-Jean und Wehrturm. |
| ja   | Datei hochladen · Wikidata zu Mittelalterliche Stadt - Neuzeitliche Epoche (Q29521800)         | Mittelalterliche und neuzeitliche Stadt / Ville médiévale et d’époque moderne KGS-Nr.: 09586                             | A    | F   | Saint-Ursanne 578568 / 246057                                    |                                                                                          |
| BW   | Datei hochladen · Wikidata zu Domäne Oisonfontaine (Q29785331)                                 | Domäne Oisonfontaine / Domaine d'Oisonfontaine KGS-Nr.: 10080                                                            | A    | G   | Saint-Ursanne, Oisonfontaine 2 576695 / 245991                   |                                                                                          |
| ja   | Datei hochladen · Wikidata zu Wohnhaus La Vacherie (Q29785343)                                 | Wohnhaus La Vacherie / Maison d’habitation La Vacherie KGS-Nr.: 10091                                                    | A    | G   | Saint-Ursanne, Route du Moulin des Lavoirs 71–73 578086 / 245287 |                                                                                          |
| ja   | Datei hochladen · Wikidata zu Kirche St-Arnoulph (Q29785328)                                   | Kirche St-Arnoulph / Église St-Arnoulph KGS-Nr.: 03533                                                                   | B    | G   | Epauvillers, Route Principale 31 575591 / 242769                 |                                                                                          |
| ja   | Datei hochladen · Wikidata zu Kirche Saint-Valbert (Q29785337)                                 | Kirche Saint-Valbert / Église Saint-Valbert KGS-Nr.: 03556                                                               | B    | G   | Ocourt, L'Eglise 10 571382 / 244034                              |                                                                                          |
| ja   | Datei hochladen · Wikidata zu Ermitage (Q29785330)                                             | Ermitage KGS-Nr.: 03609                                                                                                  | B    | G   | Saint-Ursanne, Rue de la Cousterie 28 578450 / 246181            |                                                                                          |
| ja   | Datei hochladen · Wikidata zu Maibrunnen (Q29785334)                                           | Maibrunnen / Fontaine du Mai KGS-Nr.: 03610                                                                              | B    | K   | Saint-Ursanne, Rue du 23-Juin 578511 / 246015                    |                                                                                          |
| ja   | Datei hochladen · Wikidata zu Rathaus (Q29785335)                                              | Rathaus / Hôtel de ville KGS-Nr.: 03611                                                                                  | B    | G   | Saint-Ursanne, Rue du 23-Juni 35 578497 / 245992                 |                                                                                          |
| ja   | Datei hochladen · Wikidata zu Haus de Staal (Q29785339)                                        | Maison de Staal KGS-Nr.: 03612                                                                                           | B    | G   | Saint-Ursanne, Rue du 23-Juin 25 578535 / 246045                 |                                                                                          |
| ja   | Datei hochladen · Wikidata zu Haus der Werke (Q29785342)                                       | Maison des Œuvres KGS-Nr.: 03613                                                                                         | B    | G   | Saint-Ursanne, Rue du 23-Juin 92 578510 / 246065                 |                                                                                          |
| ja   | Datei hochladen · Wikidata zu SBB-Viadukt (Q29785349)                                          | SBB-Viadukt / Viaduc CFF KGS-Nr.: 03619                                                                                  | B    | G   | Saint-Ursanne 579679 / 246220                                    |                                                                                          |
| ja   | Datei hochladen · Wikidata zu Kreuzgang & Steinschneidermuseum (Q29785326)                     | Kreuzgang & Steinschneidermuseum / Cloître & Musée Lapidaire KGS-Nr.: 08706                                              | B    | S   | Saint-Ursanne, Rue du 23-Juin 92 578510 / 246065                 |                                                                                          |
| BW   | Datei hochladen · Wikidata zu Bauernhof Nr. 5 (Q29521783)                                      | Bauernhof Nr. 5 / Ferme No 5 KGS-Nr.: 10078                                                                              | B    | G   | Montmelon, Chez Danville 5 580995 / 245538                       |                                                                                          |
| ja   | Datei hochladen · Wikidata zu Arbeiterhaus La Cité (Q29785346)                                 | Arbeiterhaus La Cité / Maison ouvrières La Cité KGS-Nr.: 16132                                                           | B    | G   | Saint-Ursanne, Clos de la Gindrée 17–19 578778 / 246056          |                                                                                          |
| ja   | Datei hochladen · Wikidata zu Saint-Ursanne, Burgruine - Mittelalter (Q29785348)               | Mittelalterliche Burgruine Saint-Ursanne / Ruines médiévales du château de Saint-Ursanne KGS-Nr.: 16133                  | B    | G   | Saint-Ursanne 578565 / 246301                                    |                                                                                          |
| BW   | Datei hochladen · Wikidata zu Bauernhof "Au Clos des Citernes" mit neun Zisternen (Q110607023) | Bauernhof «Au Clos des Citernes» mit neun Zisternen / Ferme «Au Clos des Citernes» avec neuf citernes KGS-Nr.: 17168     | B    | G   | Epiquerez, Au Village 4 570872 / 241990                          |                                                                                          |